# Pimelea pelinos
Pimelea pelinos är en tibastväxtart som beskrevs av B.L. Rye. Pimelea pelinos ingår i släktet Pimelea och familjen tibastväxter. Inga underarter finns listade i Catalogue of Life.